# رافا مارتينيز
رافا مارتينيز (بالإسبانية: Rafa Martínez)‏ مواليد 3 مارس 1982 في سانتبيدور، برشلونة، إسبانيا، هو لاعب كرة سلة محترف إسباني بدأ مسيرته الاحترافية في سنة 1999 يلعب مع فريق فالنسيا باسكت ويحمل الرقم 17. يبلغ طوله 6 قدم 2.75 بوصة (1.9 م).

## فرق لعب لها
- باسكت مانريسا
- مانريسا
- فالنسيا باسكت

## إحصائيات المسيرة

### الدوري الأوروبي
| السنة   | الفريق        | لعب | بدأ | دقيقة | ميداني% | ثلاثية | حرة  | ارتداد | صنع | استلاب | تصدي | نقطة | أداء |
| ------- | ------------- | --- | --- | ----- | ------- | ------ | ---- | ------ | --- | ------ | ---- | ---- | ---- |
| 2010–11 | فالنسيا باسكت | 21  | 21  | 29.0  | .416    | .375   | .769 | 2.1    | 1.5 | .8     | .0   | 10.7 | 8.4  |
| 2014–15 | فالنسيا باسكت | 10  | 6   | 13.1  | .242    | .136   | .714 | .8     | .7  | .5     | .0   | 2.4  | 1.0  |
| المسيرة |               | 31  | 27  | 23.9  | .388    | .331   | .763 | 1.7    | 1.3 | .7     | .0   | 8.0  | 6.0  |

## روابط خارجية
- رافا مارتينيز على موقع الاتحاد الدولي لكرة السلة (الإنجليزية)
- رافا مارتينيز على موقع الدوري الأوروبي لكرة السلة (الإنجليزية)
- رافا مارتينيز على موقع الدوري الإسباني لكرة السلة (الإسبانية)
- رافا مارتينيز على موقع كرة السلة الأوروبية.كوم (الإنجليزية)
- رافا مارتينيز على موقع DraftExpress.com (الإنجليزية)
- رافا مارتينيز على موقع ريلجم (الإنجليزية)
- رافا مارتينيز على موقع سبورتس رفرنس (الإنجليزية)